# Vacciniina omotoi
Vacciniina omotoi är en fjärilsart som beskrevs av Forster 1972. Vacciniina omotoi ingår i släktet Vacciniina och familjen juvelvingar. Inga underarter finns listade i Catalogue of Life.